# Jardín botánico nacional de Bangladés

El Jardín Botánico Nacional de Bangladesh (en bengalí:জাতীয় উদ্ভিদ উদ্যান বা বাংলাদেশ ন্যাশনাল হার্বেরিয়াম), es el mayor centro de conservación de plantas de los existentes en Bangladés con una extensión de 84 hectáreas. Se ubica en Mirpur, en Daca junto el lado derecho del Zoológico de Daca. Su código de reconocimiento internacional como institución botánica, así como las siglas de su herbario es MIRP.

## Localización
Jardín botánico nacional de Mirpur , Daca, Bangladés.24°0′0″N 90°0′0″E / 24.00000, 90.00000

## Historia
El jardín fue establecido en 208 acres de terrenos en Mirpur en 1961. 
Se divide en 57 secciones y está administrado por el Departamento Forestal dentro del Ministerio de Medioambiente y Bosques.
Tiene como jardín botánico satelital al Baldha Garden. 

## Colecciones

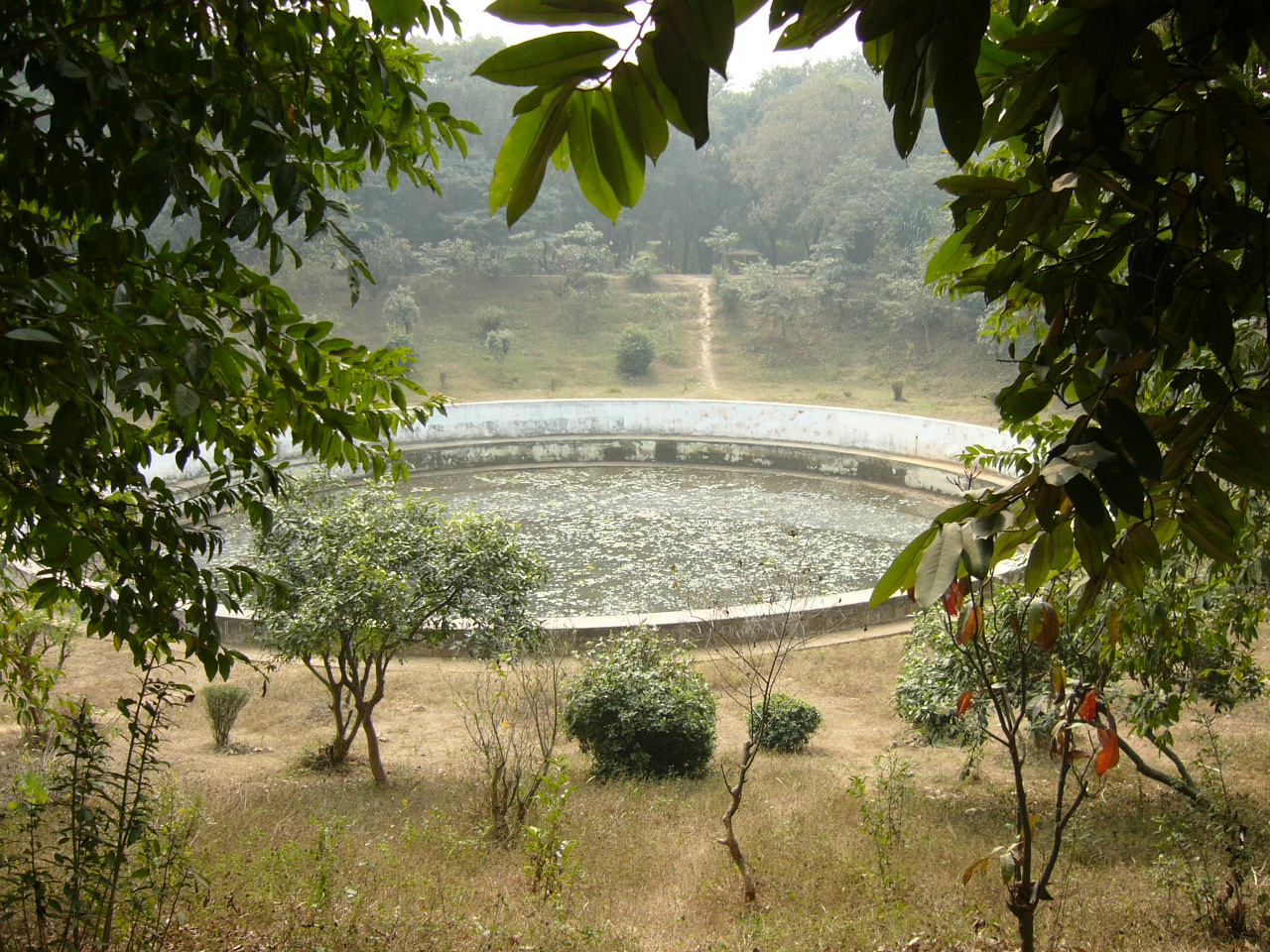
Charca de los lirios del Amazonas.

El jardín botánico alberga 56,125 especies de árboles, hierbas, y arbustos, incluyendo una colección de plantas acuáticas.
Se encuentran distribuidas en las siguientes secciones :
- Casa de los cactus,
- Charca de los lirios acuáticos
- Charca de los lirios del Amazonas,
- Casa de las orquídeas
- Seis umbráculos
- Seis lagos con plantas de humedales
- Tres esquinas de las serpientes
- Centro de investigación y cultivo de tejidos vegetales
- Dos viveros.[1]

Entre las especies raras y exóticas del jardín se incluyen, Anthurium (Anthurium crystallinum), alcanforero  (Cinamomum camphora), el helecho (Davallia canariensis), Dambia (Dombeya spectabilis), rangan blanco (Ixora superba), pequeña mussanda (Mussaenda luteola), Lirio de agua amazónico (Victoria amazonica), Harhjora (Vitis quadrangularis), tulípero africano (Spathodea campanulata), sáuco (Sambucus nigra), sádalo blanco (Santalum album).